# Radoslav Bužančić
Radoslav Bužančić (Split, 1958.), hrvatski konzervator-restaurator, povjesničar umjetnosti, arhitekt i urbanist.

## Životopis
Rodio se je u Splitu 1958. godine. Studirao je u Zagrebu gdje je diplomirao na Arhitektonskom fakultetu 1983. godine. Zaposlio se je 1984. u Splitu kao konzervator i bavio se je istraživanjima. 
Predmet Bužančićeva znanstvena interesa široko je područje povijesti umjetnosti od kasne antike do renesanse, a teme njegovih radova sintetiziraju istraživanja arheologije, arhitekture i urbanizma Dalmacije. Dosta je proučavao Trogir i trogirske spomenike, o čemu je publicirao brojne znanstvene radove i monografije Trogirska katedrala i Radovanov portal. Splitski opus označila su njegova proučavanja Dioklecijanove palače i carskog mauzoleja. Arhitekt je obnove trogirske i splitske katedrale. Vodio je složene zadaće na konzervatorskim istraživanjima i radovima te na restauraciji spomenika različitih stilova i razdoblja u Dalmaciji. Osobito se je posvetio istraživanju i otkrivanju onoga što krije spomenička baština te bilježenju onoga što je pronađeno i oteto zaboravu. Na matičnom fakultetu magistrirao je 1996. godine na temu predromaničke arhitekture. Pedagoškim radom bavi se od 1997. godine. Od 2006. godine pročelnik je Konzervatorskog odjela u Trogiru. Na matičnom fakultetu doktorirao je 2008. godine tezom Nikola Ivanov Firentinac, arhitekt renesansne obnove Trogira koncem 15. stoljeća. Na Filozofskom fakultetu u Splitu izabran je 2009. godine u naslovno znanstveno-nastavno zvanje docenta za područje humanističkih znanosti, polje povijest umjetnosti, grana povijest i teorija likovnih umjetnosti, arhitekture, urbanizma i vizualnih komunikacija. Od 2010. pročelnik je Konzervatorskog odjela u Splitu. 2012. godine ostvario je više uspješnih projekata od značaja za Grad Split. Na njegovu inicijativu započeto je niz istraživanja i prezentiranja spomenika od katedrale do zapadnih termi, pronašao je ploču s Marulićevim grbom u zemljanom nasipu iznad razine poda romaničke kuće u Bajamontijevoj ulici broj 5. 2012. godine objavio je monografiju Nikola Ivanov Firentinac i trogirska renovatio urbis koja je originalan i vrijedan rad s arhitektonskog, povijesnog i povijesno – umjetničkog gledišta. U njoj je obradio urbanističke zahvate na trogirskom trgu između 1460. i 1480. godine.
Članke je objavio u raznim zbornicima i časopisima, kao što su Klesarstvo i graditeljstvo, Prilozi povijesti umjetnosti u Dalmaciji, Crkva u svijetu i dr.

## Nagrade i priznanja
Dobitnik je više strukovnih nagrada i priznanja za konzervatorski i znanstveni rad. 1994. godine dobio je nagradu Vicko Andrić, 1996. godine odlikovan je odličjem Reda Danice hrvatske s likom Marka Marulića za posebne zasluge u kulturi, 2001. godine kolektivnu nagradu Vicko Andrić, 2002. godine nagradu Europa Nostra za restauraciju kapele sv. Ivana u Trogiru, 2007. godine nagradu Grada Trogira. 2013. godine dobio je osobnu godišnju nagradu Grada Splita za 2012. godinu za niz uspješnih projekata na proučavanju povijesne i kulturne baštine, a osobito za objavu knjige Nikola Ivanov Firentinac i trogirska renovatio urbis.

## Vanjske poveznice
- Pregled po znanstveniku: Radoslav Bužančić (MB: 209460)  Hrvatska znanstvena bibliografija. Institut Ruđer Bošković.